# Patata del Bufet
La Patata del Bufet est une production traditionnelle de pommes de terre, cultivée en Catalogne. Elle existe sous deux formes, qui semblent correspondre à deux variétés distinctes, l'une blanche (Bufet blanca), qui est la plus importante en volume de production et l'autre violette (Bufet negre). La première pourrait dériver d'une variété française créée au XIXe siècle, l'Institut de Beauvais, tandis que la seconde serait issue d'une mutation de la première, conservée par les agriculteurs locaux.
La zone de production s'étend sur les comarques d'Osona, de la Garrotxa, du Ripollès, de la Cerdanya, de l'Urgell et du Solsonès..
La production, relativement limitée, est vendue dans la zone de production, et notamment à l'occasion du Mercat de la patata del Bufet d’Orís, marché de la pomme de terre Bufet d'Oris), qui se tient chaque année depuis 1994, au mois d'octobre, dans la commune d'Orís (comarque d'Osona).
La Patata del Bufet a été répertoriée par les Presidii et l'arche du Goût du mouvement Slow Food.